# Harol
Harol é uma comuna francesa na região administrativa do Grande Leste, no departamento de Vosges. Estende-se por uma área de 27.34 km². Em 2010 a comuna tinha 681 habitantes (densidade: 24,9 hab./km²).